# 수티 숙솜낏
수티 숙솜낏(태국어: สุธี สุขสมกิจ, 1978년 6월 5일 ~ )은 태국의 전직 축구 선수로 포지션은 공격수였다.

## 경력
수티 숙솜낏은 1995년부터 1996년까지 태국 농민은행에서 청소년 축구 선수 경력을 보냈다. 이 클럽은 1993년부터 1995년까지 아시안 클럽 챔피언십(현재의 AFC 챔피언스리그의 전신)에서 2회 연속 우승을 차지하였다. 어린 스트라이커였던 수티는 1996 시즌에서 첫 성인 무대 경기를 치렀고 2001 시즌까지 5시즌 동안 태국 농민은행에서 뛰었다. 수티는 태국 농민은행 시절에 78경기에 출전하여 39골을 기록했고 1999·2000 태국 프리미어리그(현재의 타이 리그 1) 시즌에서 최다 득점자에 오르기도 했다.
수티는 2001년에 싱가포르 S리그 소속 축구 클럽인 탄종파가르 유나이티드로 이적하였다. 2시즌 동안 왼쪽 윙어, 세컨드 스트라이커, 공격형 미드필더 등 다양한 공격 포지션에서 활약했고 56경기에 출전하여 30골을 기록했다. 수티는 2003년에 S리그 축구 클럽인 홈 유나이티드로 이적했다.
2004년에는 대한민국 K리그 소속 축구 클럽인 부산 아이파크가 수티와의 계약에 관심을 표명하였으나 무산되었다. 그러나 태국의 맥주 제조 회사인 창과 스폰서 계약을 맺은 잉글랜드 프리미어리그 소속 축구 클럽인 에버턴과 계약을 체결할 기회가 주어졌다.
2004년부터 2005년까지 잉글랜드 프리미어리그 클럽인 첼시가 태국 출신 공격수인 수티 영입에 관심을 보였다. 첼시는 수티를 브렌트퍼드에 임대하려는 계획을 세웠다. 그러나 첼시가 수티의 잉글랜드 워크 퍼밋을 신청하지 않으면서 싱가포르로 돌아오게 된다.
수티는 홈 유나이티드에서 이전 시즌보다 더 많은 득점을 올리지 못했는데 많은 경우에 보다 넓은 포지션에 배치되거나 더 깊은 포지션에 배치되었다. 그러나 수티는 홈 유나이티드의 주축 선수로 남으면서 2006년까지 3시즌을 구단에서 보냈고 96경기에 출전하여 16골을 넣었다.
수티는 2007년 초반에 탬피니스 로버스로 이적했고 2007년부터 2009년까지 3시즌 동안 110경기에 출전하여 30골을 기록했다. 2008년 9월 25일에는 오스트레일리아 A리그에서 우승을 차지한 축구 클럽인 멜버른 빅토리와 3개월 임대 계약을 체결했다. 수티는 A리그 9경기에 출전했으며 득점은 기록하지 못했다.
수티는 2009년 12월 28일에 태국 프리미어리그 소속 축구 클럽인 방콕 글라스(현재의 BG 빠툼 유나이티드)에 입단했다. 수티는 2012년부터 2014년까지 수판부리로 자리를 옮겼고 2015년에는 TTM 커스텀스, 끄라비와 계약을 체결했다. 수티는 2015 타이 리그 1 시즌이 끝나자 프로 축구 선수 생활을 마무리하게 된다.

## 국가대표 경력
수티는 2000년부터 2012년까지 태국 축구 국가대표팀의 핵심 멤버로 활동하면서 국가대표팀 70경기에 출전했다. 또한 AFC 아시안컵(2000년, 2004년, 2007년)에 3차례 출전했다.

## 수상

### 클럽
태국 농민은행
- 코르 로열컵 1회 우승(2000년)

홈 유나이티드
- S리그 1회 우승(2003년)
- 싱가포르컵 2회 우승(2003년, 2005년)

방콕 글라스
- 싱가포르컵 1회 우승(2010년)

### 국가대표
- 1996년 AFC U-16 축구 선수권 대회 준우승
- 아세안 축구 선수권 대회 2회 우승(2000년, 2002년), 2회 준우승(2007년, 2008년)

### 개인
- 1999 태국 프리미어리그 시즌 득점왕
- 2000 태국 프리미어리그 시즌 득점왕